# Лейб-гвардии 1-й Мортирный артиллерийский дивизион
Лейб-гвардии 1-й Мортирный артиллерийский дивизион — гвардейская артиллерийская часть (дивизион) тяжёлой артиллерии Вооружённых Сил Российской Империи.
Старшинство — 1 октября 1895 года. Дивизионный праздник — 21 ноября, Введение во храм Пресвятой Богородицы.

## История
15 августа 1910 года — на основе 7-й, 8-й и 9-й батарей лейб-гвардии 3-й артиллерийской бригады формируется Гвардейский мортирный артиллерийский дивизион. В другом источнике указано что в 1910 году в Гвардии произошли следующие изменения: 7-я батарея лейб-гвардии 3-й артиллерийской бригады составила 3-ю батарею лейб-гвардии Стрелкового Артиллерийского дивизиона, а 8-я и 9-я батареи лейб-гвардии 3-й артиллерийской бригады составили 1-ю и 2-ю батареи вновь сформированного 2-батарейного гвардейского мортирного дивизиона. 
Запасная гвардейская батарея расформирована, при чём её постоянный кадр весь целиком переведён в гвардейский мортирный дивизион.
6 марта 1913 года формированию присвоено наименование — лейб-гвардии мортирный артиллерийский дивизион.
В марте 1916 года воинской части присвоено наименование — лейб-гвардии 1-й мортирный артиллерийский дивизион.
1 июня 1918 года — дивизион расформирован (приказ Комиссариата по военным делам Петроградской трудовой коммуны № 144 от 11 июня 1918 года).

## Состав
- Первая мортирная батарея, четыре лёгкие мортиры, калибр 9-дюймов;
- Вторая мортирная батарея, четыре лёгкие мортиры, калибр 9-дюймов.

## Командиры
- 20.08.1910 — 18.10.1913 — полковник Экстен, Пётр Васильевич
- 18.10.1913 — 21.05.1915 — полковник Вешняков, Ианнуарий Сергеевич
- 05.09.1915 — 24.01.1916 — полковник Крутиков, Николай Александрович[2]